# ريتشارد هاوس كايل
ريتشارد هاوس كايل (بالإنجليزية: Richard H. Kyle)‏ هو محامي وقاضي أمريكي، ولد في 30 أبريل 1937 في سانت بول في الولايات المتحدة.